# Thống kê toán học

Phép hồi quy tuyến tính với tập dữ liệu cho trước. Phân tích hồi quy là một bộ phận quan trọng trong thống kê toán học.

Thống kê toán học (hay còn gọi là toán học thống kê) là một môn khoa học ứng dụng lý thuyết xác suất cùng một nhánh của toán học vào thống kê - tương phản với các phương pháp thu thập dữ liệu thống kê. Một số phương pháp toán học cụ thể được sử dụng cho thống kê toán học bao gồm giải tích, đại số tuyến tính, giải tích ngẫu nhiên, phương trình vi phân, và lí thuyết độ đo.